# Tholing
Tholing (tibétain : མཐོ་ ལྡིང་, Wylie : mtho lding, littéralement « haut lieu » ; chinois : 托林 ; pinyin : tuōlín), parfois translittéré Tuolin ou Toding, alternativement aussi Zanda, Tsanda, Tsada ou Zada, est une ville et le siège du comté de Zanda, dans la préfecture de Ngari (ouest de la Région autonome du Tibet), en République populaire de Chine. 

## Histoire
La ville est la capitale du royaume de Gugé, dans l'ouest du Tibet, lors de la gouvernance de l'empereur Langdarma.
Au Xe siècle, elle devient la seconde capitale du royaume de Purang-Gugé, après l'actuel bourg de Bourang.
Le monastère de Tholing, établi en 997 apr. J.-C. par Rinchen Zangpo sous le patronage des rois de Gugé, est situé dans les faubourgs de la ville, dans le grand canyon de la rivière Sutlej (Langchen Tsangpo). Historiquement, c'était un monastère important, d'où émana la deuxième diffusion du bouddhisme au Tibet.
Actuellement, c'est une ville militaire isolée, où une nouvelle rue bien aménagée a été tracée ; elle est dotée d'un bureau de poste et d'installations de télécommunication.

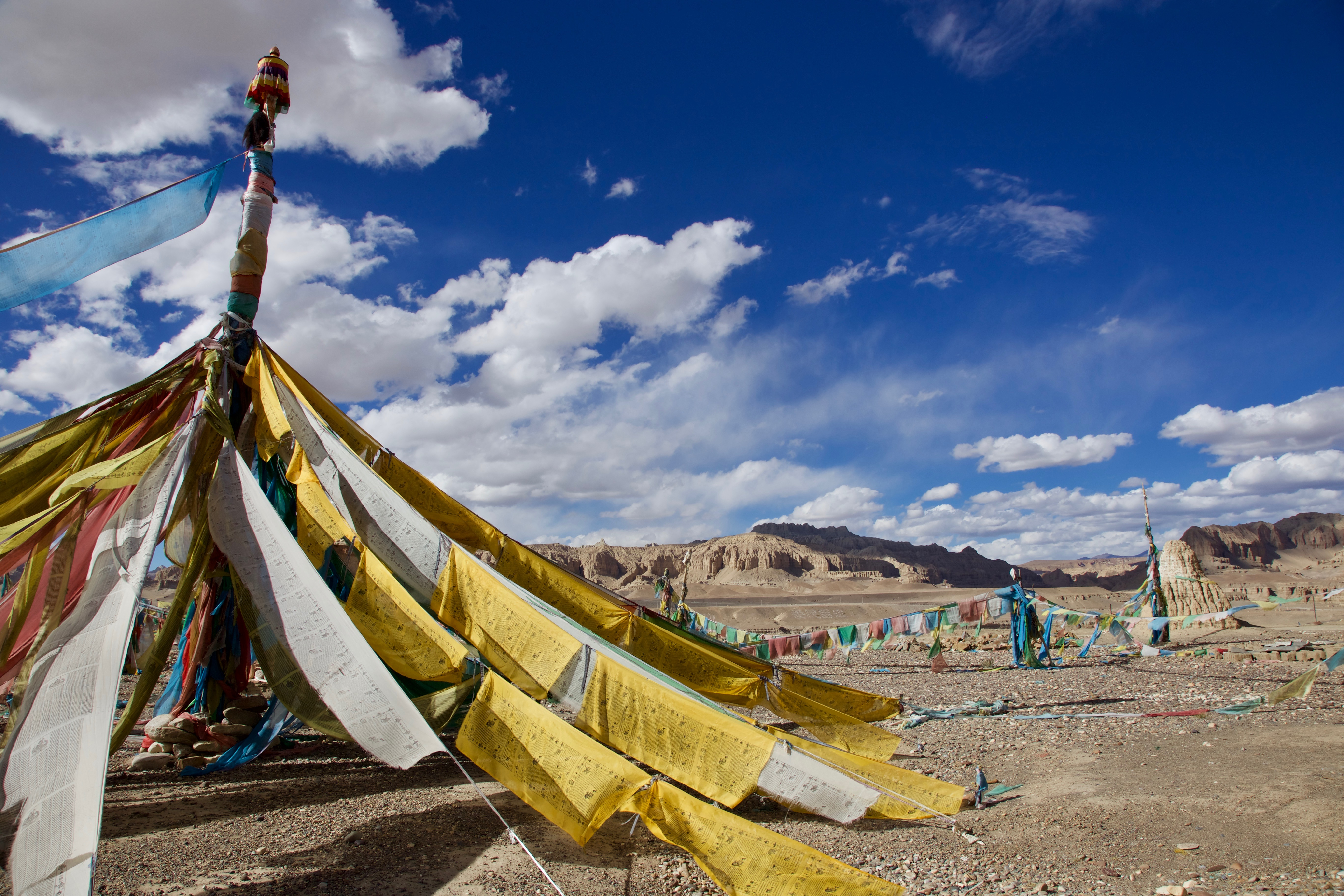
Drapeaux de prières au dessus du canyon de Langchen Tsangpo.
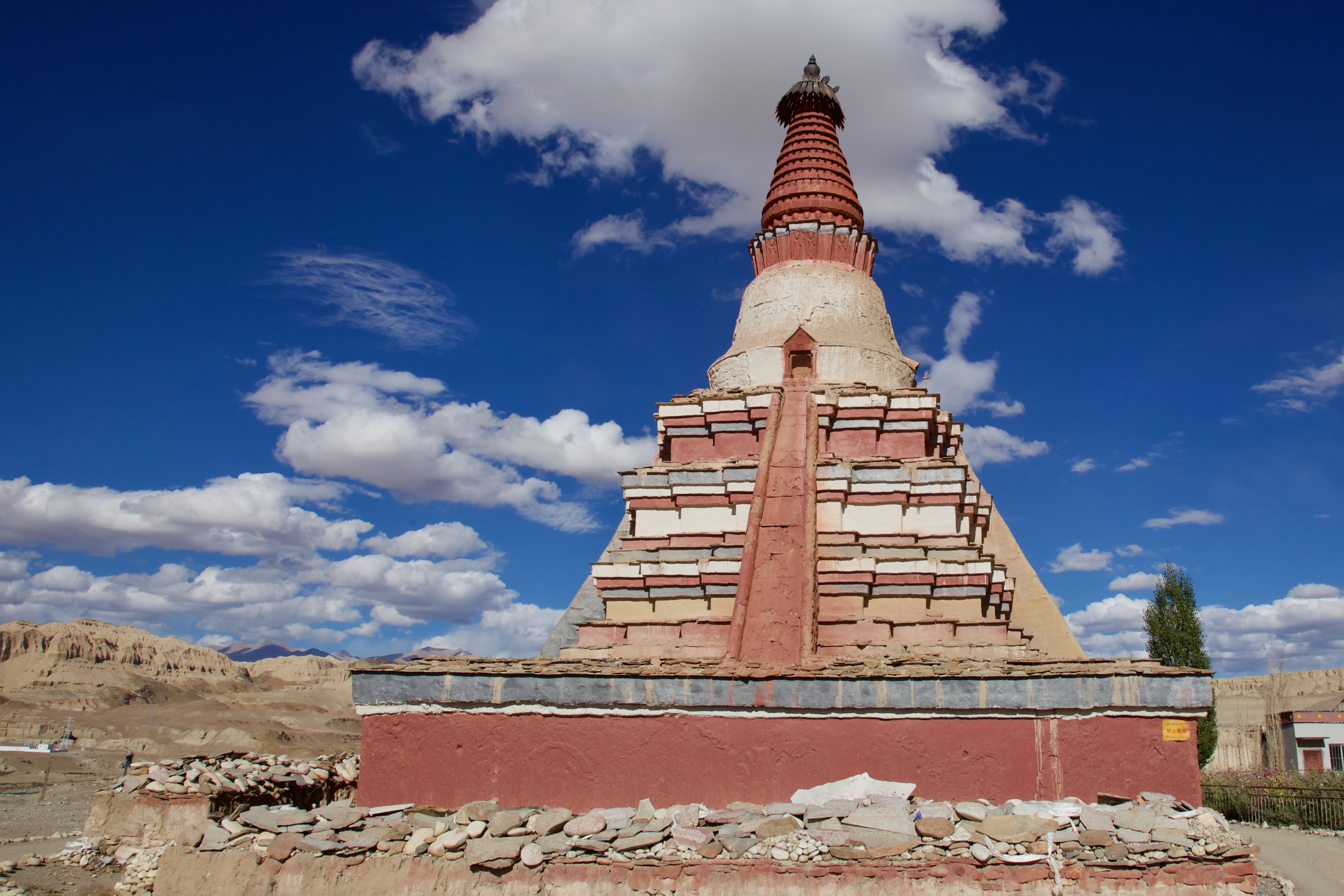
Chorten de Serkhang.

## Patrimoine
A 18 kilomètres à l'ouest de Tholing, la citadelle de Tsaparang comporte le plus bel ensemble de ruines de l'ancien Royaume de Gugé.

## Personnalités liées à la ville
- Migyur Dorjee